# Route A2 (Lettonie)
Pour les articles homonymes, voir A2 et Route A2.
La route A2 (Autoceļš A2) est une  route nationale de Lettonie reliant Riga à la frontière estonienne où elle est prolongée par la route nationale estonienne 7. Elle mesure 195,6 km. Elle fait partie de la route européenne 77.

## Tracé
- Riga
- Garkalne (lv)
- Vangaži
- Gauja (lv)
- Sigulda
- Augšlīgatne (lv)
- Ieriķi (lv)
- Drabeši (lv)
- Bērzkrogs (lv)
- Grundzāle (lv)
- Vireši (lv)
- Līzespasts (lv)